# Сейшельська кішка
Сейшельський кіт — рідкісна порода штучно виведених котів з активним темпераментом і плямистою білою шерстю. Прагне почуватись вагомою особою в домі, наділений розумом і грайливою поведінкою. Рідко хворіє і не потребує складного догляду, проте малопоширений у світі. У 2007 році порода була визнана FIFE.

## Історія
Предки сучасних сейшельських котів прибули в Європу з Сейшельських островів. Британські селекціонери поставили за мету вивести на їх основі породу зі східною зовнішністю і сіамським забарвленням. Експериментальні зразки представили вишукану тварину з тонкою подовженою шерстю і відмітинами на білому тлі.

## Зовнішній вигляд
Блакитноокі власники гнучкої й тендітної тілобудови наділені характерним «римським профілем» — їх ніс прямо продовжує лінію лоба. Клиноподібна голова з вузькою мордочкою, великими трикутними вухами з широкою основою.

## Характер
Добре ставляться до дітей, проте інколи конфліктують з іншими тваринами в домі. Впродовж усього життя сейшели зберігають любов до ігор, їх активний темперамент вимагає товариства і спілкування. Обділивши кицю своєю увагою, господареві не варто сподіватись на те, що вона швидко забуде образу.

## Догляд
Довга шерсть викликає необхідність у регулярному розчісуванні. Якщо на білому тлі поруч з відмітинами стали видимі плями бруду — вдаються до ванних процедур, уникаючи використання фену для підсушування. Слідкуючи за гігієною очей, для кожного ока використовують окрему чисту серветку.

## Здоров'я, хвороби
Представникам цієї породи не притаманні специфічні захворювання. Появу набутих захворювань можна попередити, періодично здійснюючи профілактичний огляд. Щоб уникнути негативного впливу сучасної продукції, не треба привчати кота до ковбаси чи сардельок.

## Дресирування, тренування
Схильні до домінування, тому прийняти верховенство дресирувальника можуть не одразу. Найкращим вчителем є господар.

## Світлини

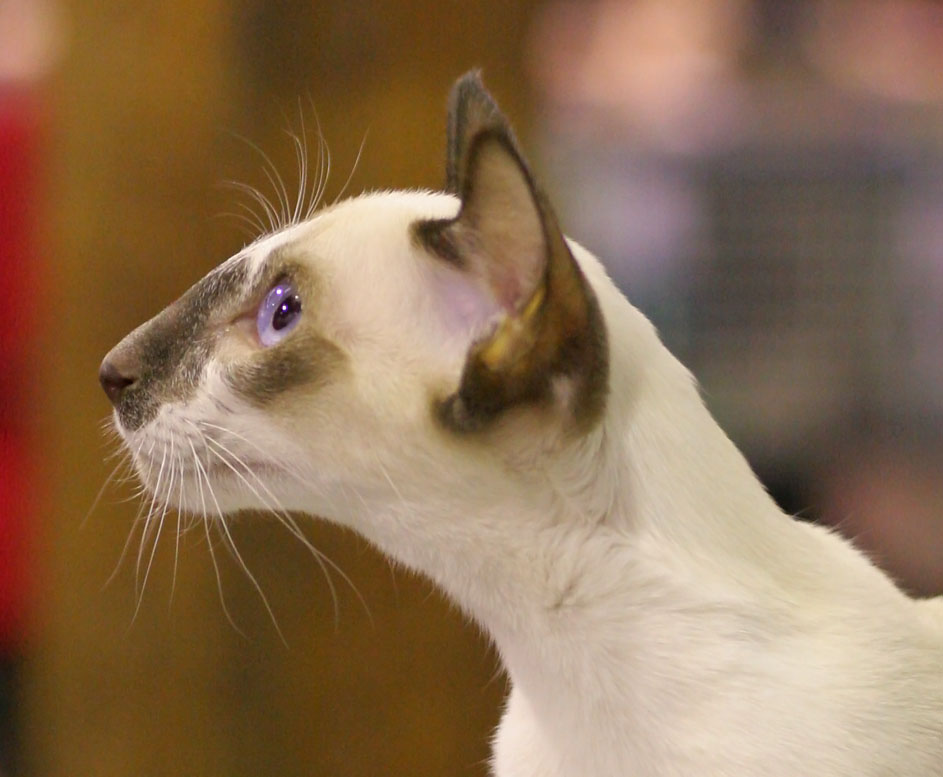
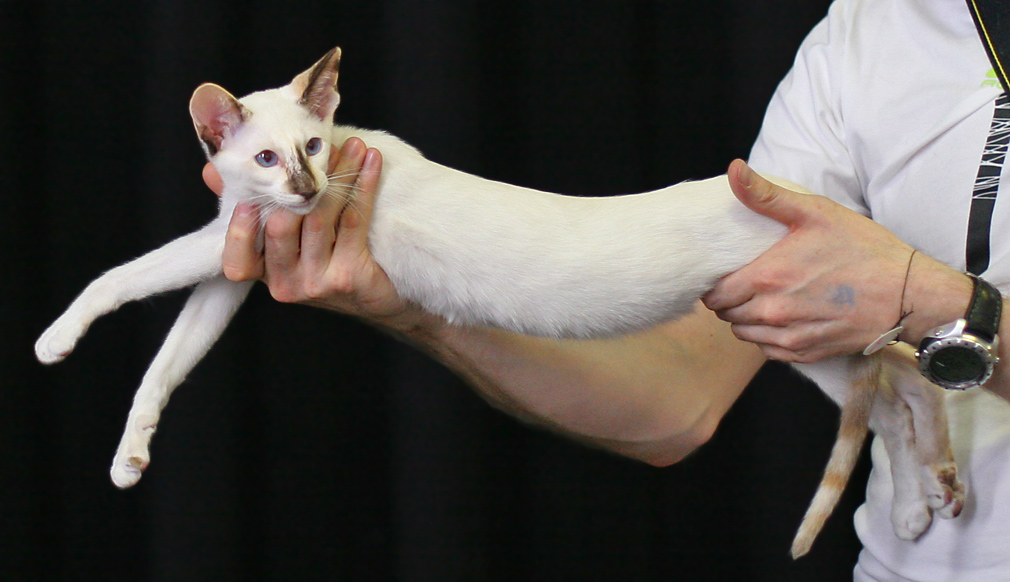
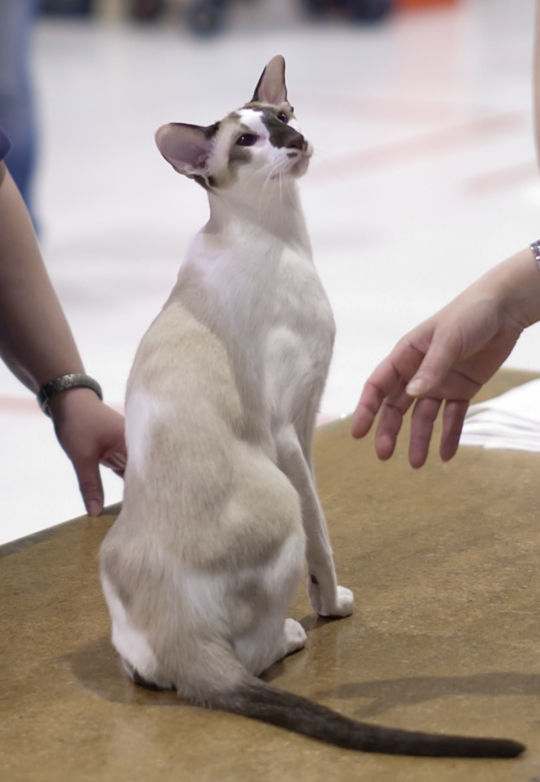
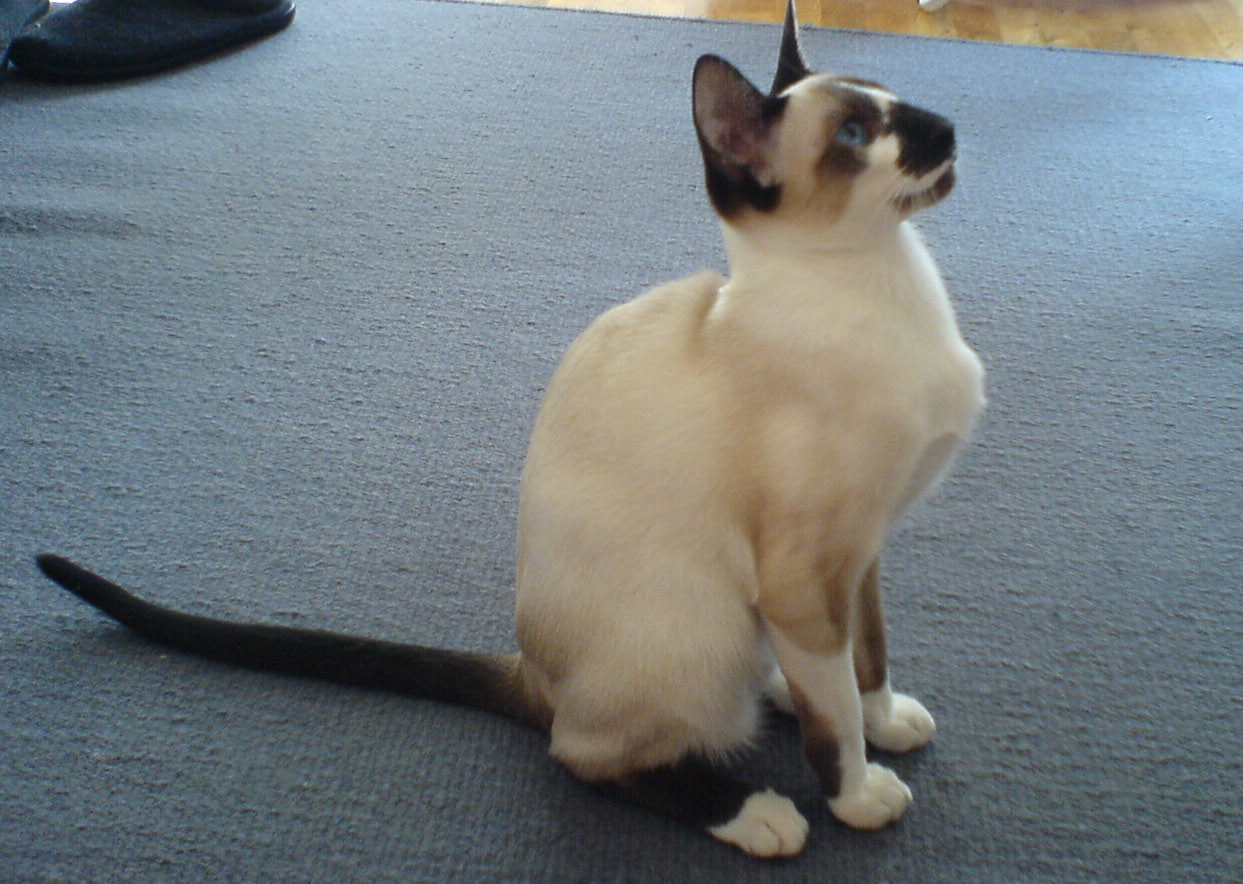
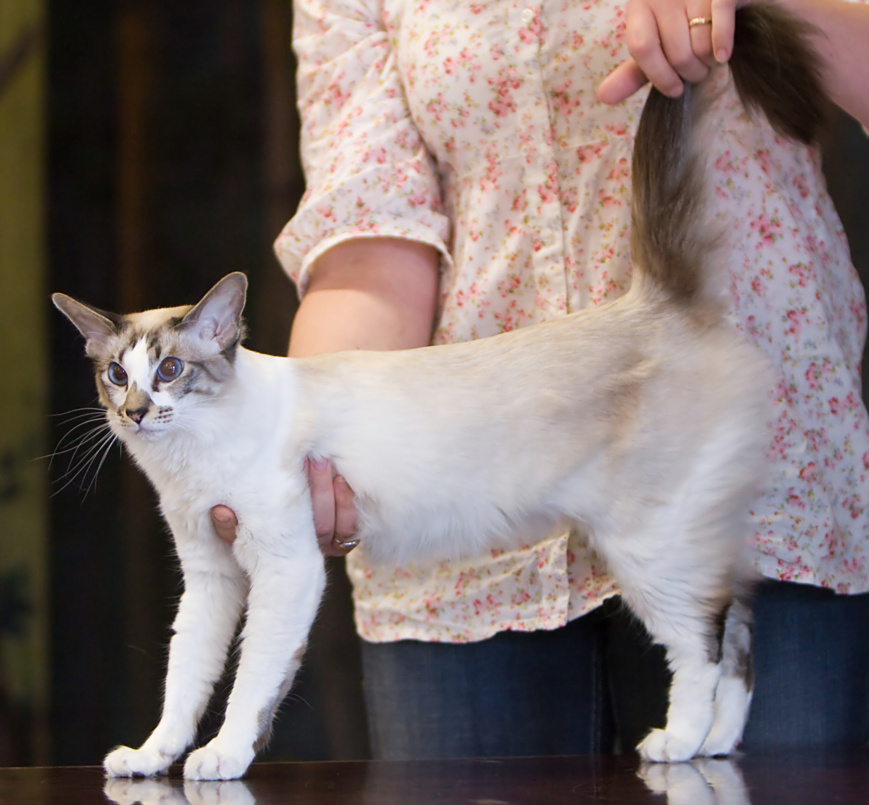
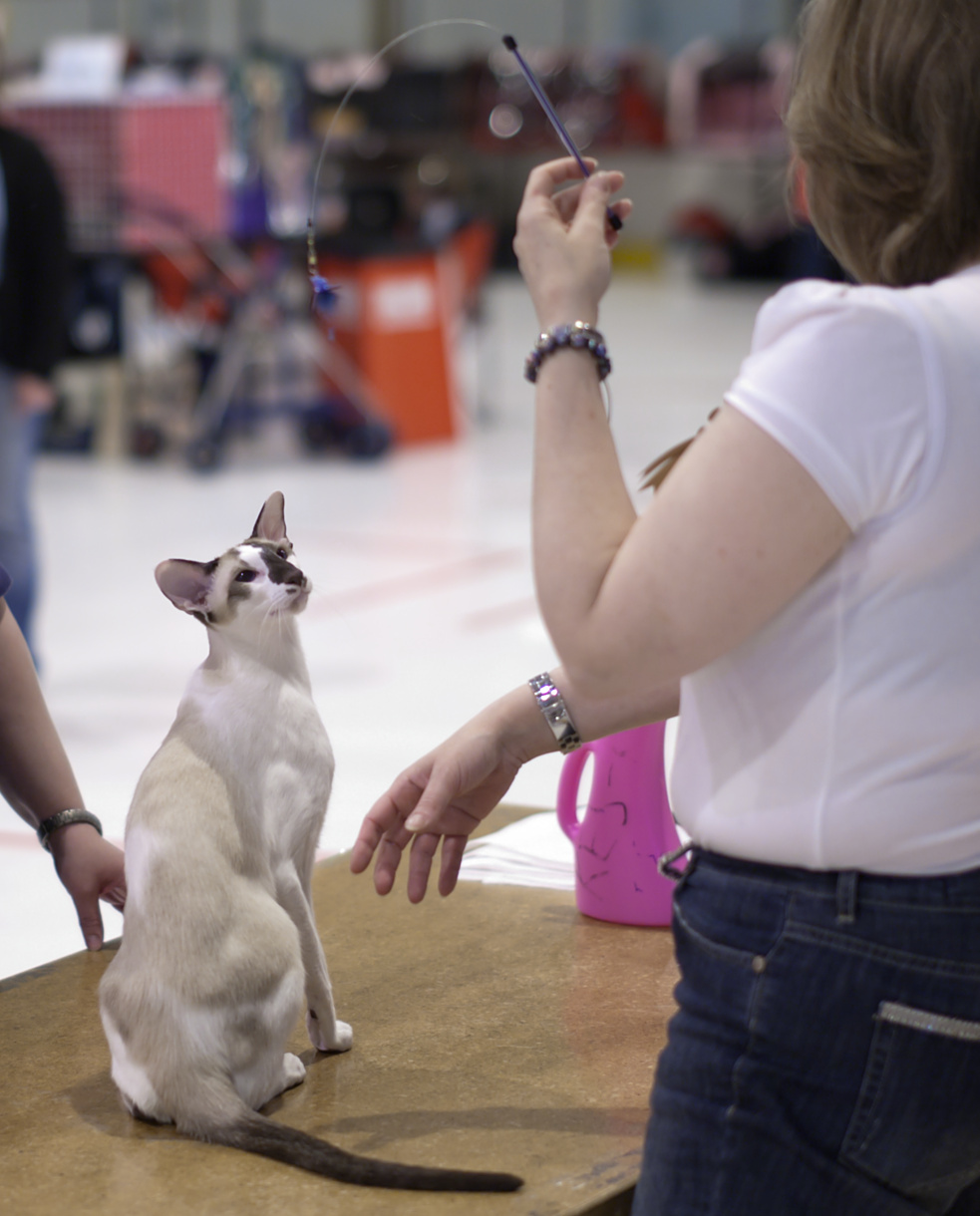